# カウントダウン
カウントダウン（英語: count down、ロシア語: Обратный отсчёт、中国語: 倒計時）とは、特定の時間や、特定の状態になるまでの秒数や日数を数えること。秒読み。

## 概要

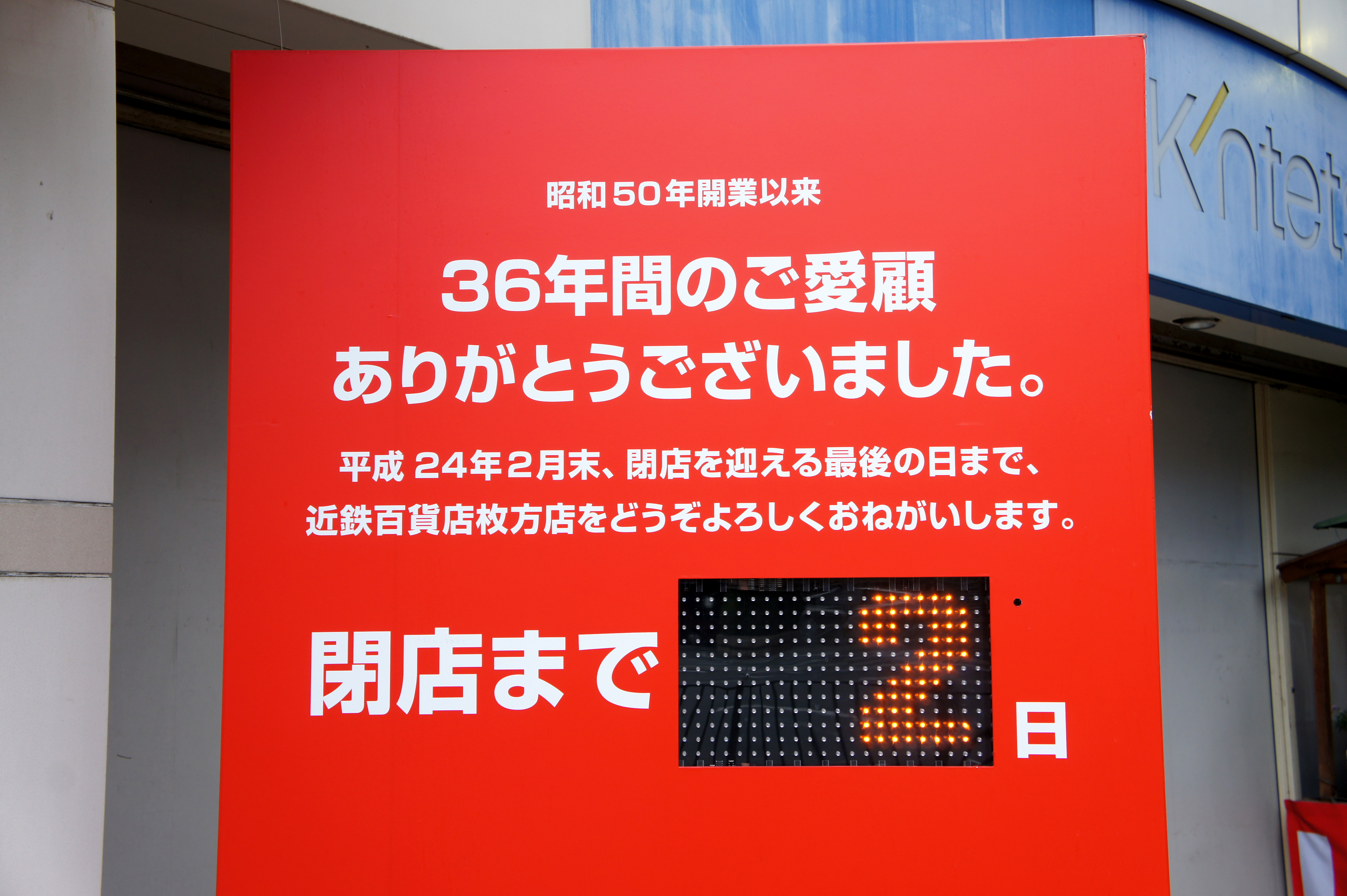
閉店のカウントダウン

主に大晦日には年越しの時間帯になると、有名スポットやコンサート会場、ラジオ放送の中継地など世界各地でカウントダウンイベントが行われる。
また、マラソン、駅伝といったスポーツの大会でもスタート地点で開催される。
有名なカウントダウンの1つにロケットやスペースシャトルの打ち上げが挙げられる。正確には「T minus Time」であり、Tは発射時間（time before launch）の略である。なお、ロケット発射時のカウントダウンは、1929年制作のフリッツ・ラングによるSF映画、『月世界の女』に由来している。
その他の用法としては、音楽番組や雑誌などで今週のヒット曲を紹介するときにカウントダウンと称することが多い。様々な国の番組や番組内のコーナーでカウントダウンを名前の一部に取り入れている。例えば、1970年代から1980年代までオーストラリア国営放送で「カウントダウン」という音楽番組が放送されていた。
3月21日は、「カウントダウンの日」となっている。

## カウントダウンのタイミング
カウントダウンの開始や終了のタイミングは様々であるため、失敗を防ぐためには統一が必要である。

### 開始
カウントダウンを呼称し始める秒数は、3秒や10秒など、国家や地域、行事により様々である。

### 終了
カウントダウンを終了し何かを実行するタイミングは0秒や1秒、-1秒と国家や地域、行事により異なる。
- 0秒 - T minus Timeと呼ばれる。0秒が目的の時間である。3,2,1,スタートなど。ロケットの発射やイベント一般で用いられる。
- 1秒 - 一秒を読み上げると同時に何かを実行する。3,2,スタートなど。何か力を合わせる作業の意思疎通などで使われる。
- -1秒 - ゼロを読み上げた次に何かを実行する。3,2,1,0,スタートなど。ミサイルの発射や幼児向けイベントで用いられる。

## 主なカウントダウン

### テレビ番組

#### 報道番組
- BBCワールドニュース（BBC）毎時0分の時報がカウントダウンされる。
- KBSニュース9（KBS）開始2秒前から21時のカウントダウンの時報音が放送される。
- 選挙特別番組（各局）投票締め切り直後に出口調査の発表及び候補者の当選（落選）確実を報じる関係上、投票締め切り時刻までのカウントダウンを行うことが多い[1][2]。

#### 音楽番組
- COUNT DOWN TV（TBS）
- 突然バラエティー速報!!COUNT DOWN100（TBS）
- カウントダウンオールヒット（TBS）
- JAPAN COUNTDOWN（テレビ東京）

#### その他
- めざましテレビ・今日の占いCountDown（フジテレビ）
- カウントダウン・ドキュメント 秒ヨミ!（中京テレビ）

### ラジオ番組
- JA全農 COUNTDOWN JAPAN（TOKYO FM）

### 年越し

#### テレビ番組
- ゆく年くる年（NHK）年越しの模様を日本各地から生放送する。

#### カウントダウンコンサート
- COUNTDOWN JAPAN
- ジャニーズカウントダウンライブ（フジテレビ）

#### イベント
- 東京ディズニーランド「カウントダウン・パーティー」

### その他
- COUNTDOWN (HYDEの曲)（HYDEが、2005年にリリースしたシングル）
- Count Down 1999(thealfeeの曲)　(THE ALFEEが、1990年にリリースしたARCADIA の中の１曲)
- 映画『大統領のカウント★ダウン』（2006年）